# Parque Leloir
Parque Leloir est une localité du partido de Ituzaingó, dans la province de Buenos Aires en Argentine.

## Geographie
Parque Leloir est situé à 34 km à l'ouest de Buenos Aires.

## Personnalités de Parque Leloir
- Santiago Cáseres, né le 25 février 1997, est un footballeur argentin.